# Adrian Rudomin
Adrian Rudomin est un scénariste, réalisateur et producteur de cinéma américain.

## Filmographie

### Réalisateur et scénariste
- 1995 : Land of Darkness
- 2006 : Day of Wrath

### Producteur
- 2008 : One More Day for Hiroshima de Luis Mandoki